# Lingvistika
Lingvistika (dříve psáno linguistika) neboli jazykověda je věda zkoumající přirozený jazyk. Lze ji dělit na obecnou lingvistiku, aplikovanou lingvistiku, gramatiku a na jazykovědy jednotlivých jazyků nebo jejich skupin, název takového oboru je filologie, která zkoumá i kulturně historické reálie. Lingvistiku je také možné chápat jako soubor jednotlivých jazykovědných disciplín (především fonologie, morfologie, lexikologie, syntaxe a textové lingvistiky). 
Jazykem se zabývá také mnoho dalších vědeckých disciplín, například psychologie, informatika, filozofie, biologie, anatomie člověka, sociologie, antropologie a další. Od 2. poloviny 20. století také vznikají hraniční jazykovědné disciplíny, jako je psycholingvistika, sociolingvistika, neurolingvistika, digitální humanitní vědy aj. Roztříštěnost jazykověd však není sjednocována, ale jde spíše o paralelní disciplíny.

## Cíle lingvistiky
- Deskriptivní lingvistika. Cílem deskriptivní lingvistiky je popsat jazykový systém a popř. způsoby jeho užívání v různých komunikačních situacích. Výsledkem práce deskriptivní lingvistiky jsou např. slovníky (lexikony) či mluvnice (gramatiky), tedy práce popisující slovní zásobu a strukturu (gramatiku) konkrétního jazyka.
- Teoretická lingvistika. Toto odvětví lingvistiky zkoumá obecné principy fungování přirozeného lidského jazyka, přičemž často využívá výsledky deskriptivní lingvistiky. Teoreticko-lingvistické zkoumání se zakládá na obecné vědecké metodě: jeho výstupem jsou explicitní, formálně zpracované teorie a hypotézy, jejichž platnost je následně testována s pomocí dat z konkrétních jazyků. Některá odvětví teoretické lingvistiky se od ostatních přírodních věd liší specifickými metodami testování.
- Aplikovaná lingvistika využívá poznatků deskriptivní a teoretické lingvistiky. Mezi oblasti aplikované lingvistiky patří např. jazyková terapie (logopedie, terapie afázie), výuka cizích jazyků, forenzní lingvistika, manuální a strojový překlad a konfrontační/kontrastivní lingvistika (popis shodných a odlišných prvků dvou jazyků).
- Preskriptivní lingvistika není v pravém slova smyslu lingvistika, neboť se nezabývá přirozeným lidským jazykem jako takovým. Jejím cílem je charakterizovat tzv. spisovný jazyk, což je soubor jazykových prostředků (ať už mluvených či psaných), které jsou či by měly být používány ve školách, v oficiálních sdělovacích prostředcích či v komunikačních situacích formálního charakteru. Spisovný jazyk je kodifikován v jazykových příručkách (v případě českého jazyka především v Pravidlech českého pravopisu a slovnících (vydaných ÚJČ) pro psanou podobu, Česká výslovnostní norma pro mluvenou podobu), jeho užívání však většinou není vynuceno zákonem, má jen charakter doporučení. Některé přirozené jazyky oficiálně kodifikovanou podobu spisovného jazyka ani nemají (např. angličtina).

## Lingvistické disciplíny

### Disciplíny zkoumající jazykové podsystémy
Jazyk je komplexní systém a skládá se z řady podsystémů (někdy nazývaných "jazykové plány" či roviny), které se mohou navzájem do určité míry ovlivňovat. Deskriptivní a teoretická lingvistika se podle toho dělí do následujících kategorií (dle české lingvistické tradice).
- Lexikologie zkoumá slovní zásobu, lexikální význam a formu, inherentní vztahy mezi jednotlivými slovy (např. synonymie – dvě různé slovní formy pro tentýž význam, homonymie – jedna slovní forma pro více významů, atd.), expresivitu slov (např. vulgárnost), atd. Lexikologie slouží jako základ pro lexikografii, tedy tvorbu slovníků.
- Fonetika zkoumá zvukovou (akustickou, auditivní, artikulační) stránku jazyka.
- Fonologie zkoumá zvukový systém, tj. (i) inventář zvukových segmentů (tzv. fonémů) schopných rozlišit význam větších celků, pravidla, podle nichž se segmenty chovají v kontextu ostatních segmentů (např. asimilace), a (ii) inventář a pravidla týkající se suprasegmentálních ("nadsegmentálních") prostředků (např. intonace).
- Morfologie (neboli tvarosloví) zkoumá inventář nejmenších významonosných či význam modifikujících jazykových výrazů (tzv. morfémů, např. "-ost" ve slově "libost" a "slab-" ve slově "slabý") a pravidla, podle nichž se tyto "atomické" výrazy užívají a spojují, aby vytvořily jednoduchá či složená slova (např. správně utvořené "slabost" vs. neexistující "ostslab" či správně utvořené "slabomyslný" vs. neexistující "myslnoslabý").
- Syntax (neboli větná skladba) zkoumá inventář lexikálních a funkčních slovních kategorií (druhů) a zejména pravidla jejich spojování do větších celků. Příkladem lexikálních kategorií jsou substantiva, adjektiva či verba, příkladem funkčních kategorií jsou zájmena či spojky. Komplexní celky vytvořené pomocí syntaktických pravidel ze slovních kategorií nazýváme (syntaktické) fráze (např. nominální/substantivní fráze hladový vlk, vytvořená z adjektiva a substantiva, či verbální fráze sníst červenou karkulku vytvořená z verba a nominální fráze), věty neboli klauze (např. věta Hladový vlk snědl červenou karkulku vytvořená z nominální fráze a verbální fráze), a souvětí (např. souvětí Neviděla, jak hladový vlk snědl červenou karkulku, vytvořené spojením verba a věty, či souvětí Hladový vlk snědl červenou karkulku a myslivec ji vysvobodil, vytvořené spojením dvou vět pomocí spojky a). Syntaktické vztahy, např. vztah mezi dvěma syntaktickými frázemi, zpravidla nepřekračují hranici souvětí.
- Sémantika se zabývá významem jazykových výrazů, ať už jednoduchých (morfémů a slov) nebo složitých (frází, vět a souvětí). Význam jednoduchých výrazů je uložen v mentálním slovníku (např. význam slova vlk), význam složitých výrazů lze zpravidla odvodit z významů jejich částí (např. výraz hladový vlk odkazuje k objektu, který je "hladový" a který je "vlk"). Sémantické vztahy většinou nepřekračují hranici souvětí.
- Pragmatika (také pragmalingvistika) se zabývá významem promluvy v konkrétní komunikační situaci a v kontextu ostatních promluv. Promluva může a nemusí mít formu věty či souvětí (např. slovo pozor funguje jako promluva, aniž by bylo větou). Promluva může a nemusí mít doslovný (sémantický) význam (např. význam promluvy Bolí mě hlava může v daném kontextu a v dané situaci odpovídat sémantice věty Nechci sex).
- Textová lingvistika nebo také analýza diskurzu se zabývá pravidly a principy spojování vět a souvětí ve větší celky, nazývané text. Zkoumá prostředky vyjadřující vztahy mezi textovými celky (např. větami, souvětími, ale i odstavci či kapitolami).

### Disciplíny zaměřené na konkrétní jazyk či jazykovou rodinu
Lingvistika zahrnuje kromě obecné lingvistiky, která se zabývá jazykem jako takovým, také potenciálně otevřenou množinu podoborů, které zkoumají jednotlivé jazyky či jazykové rodiny (jednotlivé filologie). Příklady jsou bohemistika (čeština), anglistika (angličtina), sinologie (čínština), hispanistika (španělština), slovenistika (slovinština), či slavistika (slovanské jazyky), bantuistika (bantuské jazyky), turkologie atd. Nutno však dodat, že tyto termíny zpravidla charakterizují ani ne tak podobory lingvistiky, jako spíš podobory filologie. "Bohemista" může proto být i literární vědec či kulturolog.[zdroj?]

### Další tradiční lingvistické disciplíny
- Historická lingvistika zkoumá jazyky, které se užívaly v minulosti (starou češtinu, staroslověnštinu, apod.), popř. se zaměřuje na výzkum vývoje jazyka v čase (viz níže: diachronní přístup).
- Dialektologie zkoumá geograficky podmíněné odlišnosti v jazykovém systému v rámci jednoho (národního) jazyka (např. česká nářečí). Největší tradici v dialektologii má studium lexikologie, fonetiky, fonologie a morfologie. Dialektologické studium syntaxe a sémantiky je velmi mladé.
- Sociolingvistika zkoumá sociálně podmíněné odlišnosti v jazykovém systému, většinou v rámci jednoho jazyka či nářečí (např. slangy). Sociolingvistika se nejčastěji zaměřuje na lexikální jazykový plán.
- Lingvistická genealogie zkoumá příbuznost různých jazyků (např. francouzština a rumunština patří do románské jazykové rodiny, přičemž oba jazyky se vyčlenily z latiny). Kritériem při určování genealogické příbuznosti jazyků je mj. slovní zásoba.
- Lingvistická typologie zkoumá jazykové typy, což jsou jazykové rysy společné více jazykům. Genealogicky příbuzné jazyky jsou většinou typově podobné, ale nemusí tomu tak nutně být (např. bulharština je typově dost odlišná od češtiny, i když jde v obou případech o slovanský jazyk). Při určování jazykového typu se vychází především z morfologických a syntaktických kritérií. Jeden a týž jazyk může patřit do více jazykových typů, v závislosti na zvoleném kritériu a zvoleném jazykovém podsystému.
- Matematická lingvistika zkoumá jazyk pomocí matematických, logických a statistických metod.
  - Počítačová (komputační) lingvistika vytváří komputační modely jazykového systému, jazykových podsystémů, či jejich částí.
  - Korpusová lingvistika se zaměřuje na analýzu jazyka za pomoci zkoumání obsáhlých, zpravidla elektronických jazykových korpusů (organizovaných uskupení psaných a/nebo mluvených textů různých žánrů).
- Jazyková akvizice zkoumá učení a osvojování si jazyka u dětí či nerodilých mluvčích.
- Neurolingvistika zkoumá reprezentaci jazyka v mozku a neurologicky podmíněné jazykové poruchy (např. afázii).

## Metody lingvistiky
Teoretická lingvistika využívá základní vědeckou metodu – formuluje explicitní a testovatelné teorie a hypotézy, jejichž platnost následně ověřuje analýzou dat.

### Základní metody získávání lingvistických dat
- Analýza promluv realizovaných v neexperimentálních podmínkách. Díky digitalizaci a automatizaci je dnes možné touto metodou relativně rychle a efektivně zkoumat velmi rozsáhlé jazykové korpusy (ty mají dnes řádově miliony až stovky milionů slov, viz např. Český národní korpus). Tato metoda se využívá např. v deskriptivní lingvistice, při vytváření mluvnic a slovníků. Hojně jí využívají také komputační lingvisté a kvantitativní lingvisté.
- Analýza promluv a reakcí na promluvy realizované v experimentálních podmínkách. Experimentální metody se rozšířily zejména díky studiu jazykové akvizice u dětí, u nichž nelze data získávat analýzou jazykové intuice (viz níže), avšak dnes se hojně používají i u dospělých mluvčích. Některé oblasti lingvistiky, např. neurolingvistika, jsou na experimentálních metodách takřka závislé.
- Analýza jazykové intuice. Tato metoda je založena na předpokladu, že mluvčí je schopen posoudit přijatelnost, resp. pravdivost vět a výrazů svého rodného jazyka. V závislosti na tom, jaký jazykový plán zkoumáme, lze posuzovat přijatelnost foneticko-fonologickou, morfosyntaktickou (tzv. "gramatičnost"), sémantickou, či pragmatickou. Tato introspektivní metoda je hojně používaná u teoretických lingvistů.

### Synchronní, diachronní a panchronní přístupy
- Synchronní přístup pohlíží na jazyk jako na statický systém a abstrahuje od jeho proměn v čase. Předmětem synchronního studia může tedy například být současná čeština či čeština v době husitské. Synchronní studium současného živého jazyka může využívat všech tří výše uvedených metod získávání lingvistických dat.
- Diachronní přístup – základní metoda historické lingvistiky – se zaměřuje na proměny jazykového systému (resp. jeho podsystémů) v čase. Jde zpravidla o proměny, které se odehrají v řádu desítek až stovek let. Diachronní lingvistika je zpravidla odkázána na první výše uvedenou metodu, zejména na studium psaných textů.
- Panchronní přístup[zdroj?] popírá existenci výše zmíněné opozice. Zastánci panchronního přístupu tvrdí, že jazykový systém je inherentně dynamický a v každém okamžiku obsahuje potenciál změny, který se projevuje např. na jazykových variacích, které jsou na čase nezávislé (dialekty, funkční styly). Co vnímáme jako "vývoj v čase" je tedy zpravidla pouze převládnutí určité "synchronní" jazykové varianty nad ostatními.

## Lingvistika jako součást širších vědních disciplín
Jazyk je velmi mnohotvárný jev a v závislosti na tom, z jakého úhlu k němu přistupujeme, můžeme lingvistiku zařadit do několika širších disciplín. Tyto druhy lingvistiky si nekonkurují, neboť přísně vzato zkoumají jiný jazykový objekt. Hranice mezi těmito "jazyky" a potažmo "lingvistikami", které je zkoumají, jsou ovšem neostré.
- Lingvistika jako součást kognitivních věd zkoumá jazyk jako součást lidského kognitivního systému, tedy jako mentální nástroj, s jehož pomocí člověk poznává, interpretuje a kategorizuje svět. Pod termínem kognitivní lingvistika se nejčastěji rozumí jedno konkrétní lingvistické paradigma, stojící v opozici k chomskyánské generativní gramatice. Zastánci obou paradigmat nicméně považují objekt svého zkoumání za součást lidské kognice.
- Lingvistika jako součást sémiotiky vnímá jazyk jako soubor tzv. jazykových znaků, jež lze charakterizovat jako vztahy mezi myšlenkami či mentálními koncepty (např. představa psa), jejich formálním vyjádřením (slovo pes) a vnějším světem (reálný pes). Existence těchto vztahů, jakožto i jejich systémovost, ustálenost a konvenčnost, umožňují komunikaci. Komunikace, tedy předávání a sdílení informací, je úzce spjatá se sémiotikou. Lingvistika z tohoto úhlu pohledu je tedy příbuzná vědám o nelingvistických znacích a prostředcích komunikace, jako je neverbální komunikace, různé pomocné komunikační systémy, např. světelné či kouřové signály, nebo znakové systémy uměle vytvářené pro potřebu komunikace s počítači a stroji.
- Lingvistika jako součást filologie studuje jazyk v jeho vztahu k člověku a všemu, co s ním souvisí. Zkoumá tedy vzájemné vlivy jazyka a národa, kultury, společnosti, historie a především literatury, již je možné vnímat jako komplexní jazykový výraz všech zmíněných oblastí lidského působení.